# 1935 na Alemanha
Esta é uma cronologia dos fatos acontecimentos de ano 1935 na Alemanha.

## Eventos
- 16 de março: Adolf Hitler anuncia a reintrodução do serviço militar obrigatório e da criação do Exército.
- 18 de junho: A Alemanha e a Grã-Bretanha assinam um acordo naval para limitar a construção de navios de guerra.
- 18 de agosto: O Ministro do Interior alemão, Wilhelm Frick, proíbe todas as lojas maçônicas.
- 6 de setembro: A venda de jornais e revistas para os judeus é proibida.
- 15 de setembro: As Leis de Nuremberg são aprovadas pelo Parlamento alemão, o Reichstag.